# 86th Street (linea BMT Fourth Avenue)
86th Street, in passato 86th Street-Bay Ridge, è una fermata della metropolitana di New York situata sulla linea BMT Fourth Avenue. Nel 2019 è stata utilizzata da 3 434 888 passeggeri. È servita dalla linea R, attiva 24 ore su 24.

## Storia
La stazione fu aperta il 15 gennaio 1916. Venne ristrutturata una prima volta negli anni 1970 e una seconda volta a fine anni 2000. Tra il 2018 e il 2020 la stazione è stata sottoposta ad ulteriori lavori, inclusa l'installazione di ascensori per renderla accessibile alle persone con disabilità motoria.

## Strutture e impianti
La stazione è sotterranea, ha una banchina a isola e due binari. È posta al di sotto di Fourth Avenue e possiede due mezzanini separati, quello sud ha due ingressi all'incrocio con 86th Street e ospita l'ascensore che rende la stazione accessibile, quello nord ha un solo ingresso posto nell'angolo sud-ovest dell'incrocio con 85th Street.

## Interscambi
La stazione è servita da alcune autolinee gestite da NYCT Bus.
- Fermata autobus